# جهاز المساعدة البطينية
جهاز المساعدة البطينية Ventricular assist device، أو VAD، هو جهاز يستخدم ليقوم بوظيفة القلب بصفة جزئية أو كاملة في حالات فشل القلب. بعض أجهزة المساعدة الأذينية تستخدم لفترات قصيرة، مثل تلك التي تستخدم لعلاج النوبات القلبية أو جراحة القلب، بينما توجد أجهزة أخرى تستخدم لفترات طويلة (شهور أو سنوات وفي بعض الأحيان طول العمر)، مثل التي يستخدمها المرضى المصابون بفشل القلب الاحتقاني.

## التصميم

### المضخات
يمكن تقسيم المضخات المستخدمة في أجهزة المساعدة البطينية إلى نوعين رئيسين: مضخات نبضية تحاكي عمل النبض الطبيعي للقلب ومضخات التدفق المستمر. تستخدم أجهزة المساعدة البطينية مضخات تدفق موجبة، وفي بعض المضخات النبضية -التي تستخدم الهواء المضغوط كمصدر للطاقة- سيختلف حجم الدم في كل نبضة، وإذا كانت المضخة موجودة داخل الجسم يجب وضع أنبوب تنفيس للهواء الخارجي بهدف تخفيف الضغط.
يلاحظ أن أجهزة المساعدة البطينية ذات التدفق المستمر أصغر حجمًا وأكثر متانة من أجهزة المساعدة البطينية النابضة، وعادة ما تستخدم هذه الأجهزة مضخة طرد مركزي أو مضخة تدفق محورية، وكلا النوعين لهما نابض مركزي يحتوي على مغناطيس دائم. تعمل التيارات الكهربائية التي تمر عبر الملفات الموجودة في مركز المضخة على خلق قوة كهرومغنطيسية ما يؤدي إلى الدوران.
تتمثل إحدى أهم المشكلات التي تتعلق بمضخات التدفق المستمر بالطريقة المستخدمة لتثبيت الدوار، فقد استخدمت النسخ القديمة مثبتات صلبة، لكن أحدث المضخات - والتي رُخص لاستخدام بعضها في الاتحاد الأوروبي - تستخدم إما التثبيت المغناطيسي أو التعليق الهيدروديناميكي، وتحتوي هذه المضخات على جزء متحرك واحد فقط.

## تاريخ
صمم أول جهاز مساعد للبطين الأيسر في كلية بايلور للطب في هيوستن في عام 1962، وأجريت أول عملية زرع ناجحة لجهاز مساعد للبطين الأيسر في عام 1966 لامرأة تبلغ من العمر 37 عامًا. وضع هذا الجهاز خارج الجسم وكان قادرًا على توفير الدعم الميكانيكي للقلب لمدة 10 أيام بعد الجراحة. أجريت أول عملية زرع ناجحة طويلة الأمد لجهاز مساعدة بطينية اصطناعي في عام 1988 على يد الدكتور ويليام برنارد في المركز الطبي التابع لمستشفى بوسطن للأطفال وذلك بموجب عقد مع معاهد الصحة الوطنية، بلغت تكلفة تمويل هذا البحث 6.2 مليون دولار لمدة ثلاث سنوات. كانت أجهزة المساعدة البُطينية المبكرة تحاكي عمل القلب من خلال استخدام حركة نابضة، إذ يمتص الدم بالتناوب في المضخة من البطين الأيسر ثم يدفع إلى الشريان الأبهر. تشتمل الأجهزة من هذا النوع على جهاز تنظيم لدقات القلب رُخص باستخدامه في الولايات المتحدة من قبل إدارة الغذاء والدواء في أكتوبر 1994. بدأت شعبية هذه الأجهزة بالازدياد بين جرَّاحي القلب في أواخر التسعينيات، وأكدت التجارب المتلاحقة أن المرضى لا يحتاجون لقبول في المستشفى. أكدت التغطية الإعلامية لمرضى العيادات الخارجية الذين ركبوا أجهزة مساعدة بُطينية نتائج هذه الدراسات.
ركزت الشركات الطبية لاحقًا على تطوير مضخات التدفق المستمر والتي يمكن تصنيفها لنوعين: مضخات طرد مركزي ومضخات دافعة ذات تدفق محوري. تتمتع هذه المضخات بميزة البساطة ما يجعل حجمها أصغر وموثوقيتها أكبر. يشار إلى هذه الأجهزة بالجيل الثاني من أجهزة المساعدة البطينية، لكن أحد أهم الاختلاطات التي قد تحدث عند استخدام مثل هذه المضخات بطء النبض والذي قد يكون خطيرًا أحيانًا. أما الجيل الثالث من أجهزة المساعدة البطينية فيستخدم التعليق الهيدروديناميكي أو الكهرومغناطيسي، وبالتالي لن يكون هناك حاجة لأجهزة التعليق هنا، ويمكن تقليل عدد الأجزاء المتحركة في الجهاز إلى جزء واحد فقط.
تتوفر بعض التقنيات الجديدة التي تخضع للتجارب السريرية، مثل استخدام التحريض عبر الجلد لتشغيل الجهاز والتحكم فيه بدلًا من استخدام الكابلات عن طريق الجلد، وبالإضافة للميزة التجميلية الواضحة، فإن هذه الطريقة ستقلل من خطر العدوى والإجراءات الوقائية المرتبطة بها. يخضع هذا النوع من الأجهزة لتجارب سريرية مكثفة حاليًا بانتظار الحصول على موافقة الإدارة الأمريكية للغذاء والدواء.
كان الأسلوب المعتمد في أجهزة المساعدة البطينية القديمة يعتمد على استخدام طرف قابل للنفخ حول الشريان الأبهر، وعند انتفاخه سينقبض الشريان الأبهر، أما عند تفريغه فسيتمدد الشريان الأبهر، وسيصبح الأبهر في هذه الحالة بمثابة البطين الأيسر الثاني للقلب. أما اليوم فيتمثل التحسين المقترح باستخدام العضلات الهيكلية للمريض مدفوعة بجهاز تنظيم ضربات القلب لتشغيل جهاز المساعدة البطينية، ومع أن التجارب التي أجريت على هذه الطريقة في تسعينيات القرن الماضي مخيبة للآمال، لكن إيجابياتها المحتملة كبيرة، وقد تجنب المريض الحاجة لإجراء عملية جراحية على القلب نفسه وفي تجنب أي اتصال بين الدم والجهاز.
عاش بيتر هوغتون أطول فترة مسجلة بعد تلقي جاهز مساعدة بطينية دائم، وحصل في عام 2000 على جائزة جيرفك، وانخرط بعدها في نشاطات وأعمال خيرية مثل مارتون خيري لمسافة 91 ميل، ونشر كتابين وألقى العديد من المحاضرات، وسافر بالطائرة وتسلق جبال الألب، وتوفي عام 2007 متأثرًا بإصابته بقصور كلوي حاد عن عمر يناهز 69 عامًا.

## الدراسات والنتائج

### أحدث التطورات
- أجريت عملية جراحية نادرة في يوليو 2009 في إنجلترا، إذ استؤصل الجراحون قلبًا مزروعًا عند طفلة صغيرة وضع بجوار قلبها الأصلي، وذلك بعد تعافي قلبها الأصلي. ألهمت هذه العملية العلماء للتفكير بطريقة حديثة تعتمد على زرع أجهزة مساعدة ميكانيكية مثل جهاز المساعدة البطينية الذي يمكن أن يقوم بجزء أو كل عمل القلب حتى يتعافى القلب ويعود لعمله الطبيعي.[13]
- أظهرت دراسة سريرية في يوليو 2009 أن جهاز مساعدة بطينية بالتدفق المستمر يوفر دعمًا فعالًا للدورة الدموية لمدة 18 شهرًا على الأقل عند المرضى الذين ينتظرون الزرع، مع تحسن ملحوظ في الحالة الوظيفية ونوعية الحياة.[14]
- أعلن مستشفى جامعة هايدلبرغ في يوليو 2009 عن زرع نسخة حديثة من أجهزة المساعدة البطينة تزن 95 غرامًا مصنوعة من التيتانيوم والبلاستيك، وقد أظهرت نتائج إيجابية في ضخ الدم من البطين الأيسر إلى الشريان الأبهر.
- بدأت المرحلة الأولى من التجارب السريرية في أغسطس 2009 على مرضى المجازات الإكليلية ومرضى قصور القلب المتقدم الذين لديهم جهاز مساعدة بطينية. تتضمن التجربة أيضًا اختبار شريحة جديدة تحتوي على خلايا تفرز عوامل نمو شبيهة بالهرمونات تحفز الخلايا الأخرى على النمو. تُزرع هذه الشرائح الصغيرة في خلايا قلبية ثم تُزرع في القلب بهدف جعل الخلايا العضلية تبدأ بالتواصل مع الأنسجة الأصلية بطريقة تسمح بتقلصات قلب منتظمة.
- أفادت وكالة ستاف الإخبارية النيوزيلندية في سبتمبر 2009 عن طرح جهاز مساعدة بطينية لاسلكي جديد للتجارب السريرية في غضون 18 شهرًا إلى عامين، وإذا نجح هذا الجهاز فقد يقلل من احتمال الإصابات الناتجة عن تمرير كابل الطاقة عبر الجلد.
- أجرت كلية هانوفر الطبية في هانوفر بألمانيا أول عملية زرع بشري لجهاز هارت مات 2 في في 27 يونيو 2014 تحت إشراف البروفيسور أكسل هافريتش رئيس قسم جراحة القلب وزراعة الأعضاء والجرَّاح جان شميتو.
- نُشرت دراسة جديدة في مجلة الجمعية الأمريكية لأمراض القلب في 21 كانون الثاني (يناير) 2015 تشير إلى أن استخدام جهاز مساعدة البطين الأيسر على المدى الطويل قد يحفز تجديد القلب، ما قد يفسر ظاهرة التعافي التي وصفت أول مرة في عام 2009.

## وصلات خارجية
- LifeFlow LVAD at the University of Virginia
- Nader Moazami, Patrick M. McCarthy Temporary Circulatory Support
- Eugene L. Kukuy, Mehmet C. Oz, Yoshifumi Naka Long-Term Mechanical Circulatory Support - a review of the subject as at 2003.
- Mechanical Circulatory Support Resource Center
- Health Center Online VAD
- Mayo Clinic VAD
- Life without a pulse — news story about Canadian man with VAD
- Heart Pump Design Could Give Patients New Hope — A new counter-flow heart pump developed by Queensland University of Technology
- Heart pump improves quality of life in congestive heart failure patients A rapid review of the medical literature and specialist opinion as at December 2005
- NATIONAL INSTITUTE FOR HEALTH AND CLINICAL EXCELLENCE (UK) Interventional procedures overview - short-term circulatory support with left ventricular assist devices as a bridge to cardiac transplantation or recovery A rapid review of the medical literature and specialist opinion as at December 2005
- Courtney J. Gemmato,Matthew D. Forrester,Timothy J. Myers,O.H. Frazier,Denton A. Cooley Thirty-Five Years of Mechanical Circulatory Support at the Texas Heart Institute Tex Heart Inst J 2005;32:168-77